# Pałac Wietrznik
Pałac Wietrznik (również pol. Pałac na Zawietrznej Górze, Pałac Brzezie, Pałac na Winnej Górze, Dworek Myśliwski; niem. Schloss Luftenberg) – pałac wybudowany w 1745 roku na szczycie góry Wietrznik (niem. Luftenberg; 393 m n.p.m.). Obecnie znajduje się w granicach administracyjnych Lwówka Śląskiego w dzielnicy Płakowice. Dawna rezydencja hrabiego Schmettaua. Obiekt ten jest obecnie w znacznej części zrujnowany.

## Położenie
Pałac Wietrznik znajduje się na końcu ulicy Podgórskiej, przy ulicy Myśliwskiej w Płakowicach. Przed II wojną światową okolice pałacyku zamieszkiwali mieszkańcy przysiółka Płakowic o nazwie Brzezie (niem. Ober Weinberg). Brzezie (niem. Ober Weinberg) wraz z Nowinami (niem. Kolonie Warfe) i Winną Górą (niem. Nieder Weinberg) zostały po II wojnie światowej przysiółkami Brunowa. Następnie historycznie wróciły do Płakowic i obecnie w miejscu Brzezia znajduje się ulica Podgórska, Kręta i Myśliwska. Górną część Brzezia stanowiło kilkanaście gospodarstw wraz z pałacykiem. Do dziś zachowały się nieliczne pozostałości tego przysiółka, z których najokazalszym jest Pałac Wietrznik. Obecnie na górze znajdują się zaledwie 3 domy, choć przed II wojną światową było ich ponad 10 oraz pałac.

## Historia

### XVIII wiek
Pałac Wietrznik powstał w pierwszej połowie XVIII wieku. Inicjatorem budowy pałacu był hrabia Bernard von Schmettau - właściciel majątku w Brunowie. 
W 1745 roku na polecenie hrabiego Bernarda von Schmettaua wybudowano jednopiętrowy dworek z wysokim, czterospadowym dachem mansardowym. Budynek ten hrabia przeznaczył na miejsce zamieszkania dla zarządcy jego dóbr. W późniejszym czasie dobudowano boczne, parterowe skrzydła z dachami dwuspadowymi.
W 1750 roku folwark z ziemią sprzedano Filipowi Hermannowi von Sonnenburgowi. Pałacyk przeznaczono na małą rezydencję myśliwską.
W 1786 roku właścicielami pałacyku stała się rodzina von Hohbergów z Płakowic. Z czasem głównym aspektem budowli stała się przede wszystkim muzyka, a pałacyk służył jako kameralna sala koncertowa. Organizowali oni na terenie pałacyku spotkania i występy o charakterze muzycznym. W środkowej, wyższej część pałacu, na pierwszym piętrze mieści się sala o znakomitej akustyce. Hrabia von Hohberg, tak jak inni współcześni mu właściciele majątków ziemskich, również utrzymywał na swym dworze kapelę, a także gościł u siebie wielu znamienitych muzyków. Odbywały się tu małe bankiety.
Pałac Wietrznik służył swym właścicielom nie tylko jako letnia rezydencja, ale również jako miejsce kultu. Odbywały się tu zebrania protestantów, najprawdopodobniej wyznawców religii ewangelickiej.

### XIX wiek
Na początku XIX wieku na podstawie decyzji radcy ziemskiego von Schweinitza pałacyk wraz z okolicznymi zabudowaniami gospodarczymi, sadem i polami uprawnymi przyłączono do majątku Brunowa. Był on wydzierżawiany za określone sumy pieniężne gwarantujące jego stałą eksploatację i opiekę ze strony dzierżawców.
W okresie wojen napoleońskich teren ten, tak jak i znaczna część Śląska, był terenem toczonych tu walk i starć pomiędzy wielką armią cesarza Napoleona a armią państw koalicji antyfrancuskiej. Z uwagi na swoje ukształtowanie topograficzne i znaczenie militarne Wzgórze Wietrznik, na którym znajduje się pałacyk, zajęty był w 1813 roku przez wojska koalicji antyfrancuskiej. Sam pałac, jak i otaczający go stary drzewostan wraz z zabudowaniami służyły żołnierzom rosyjskim jako zasłona dla artylerii. Z tej pozycji armia rosyjska obserwowała i ostrzeliwała wrogie wojska francuskie.
W okolicy pałacyku odnajdywane są rozmaite pozostałości z tego okresu: guziki mundurowe, kule armatnie, kulki muszkietowe, a nawet orły z proporców i sztandarów pułkowych;
W II połowie XIX wieku pałac znajdował się we władaniu rodziny von Cottenetów.

### Wiek XX i współczesność
W okresie drugiej wojny światowej obiekt ten służył jako jeden z budynków kadry Szkoły Sportowej Rzeszy, która mieściła się w znajdującym się nieopodal Pałacu w Brunowie. Szkolono tam młodzież z organizacji Hitlerjugend. Okoliczne lasy wykorzystywano jako teren szkoleniowy, o czym świadczą liczne okopy i transzeje.
Po wojnie pałacyk był cały czas zamieszkiwany, a znajdujące się przy nim zabudowania gospodarcze wykorzystywane do hodowli zwierząt.
Ostatnim znanym właścicielem pałacu był Henryk Kłodnicki, który przekazał Pałac Wietrznik swojej córce - Justynie.
Następnie nieruchomość sprzedano, a potencjalny inwestor, z racji stojącego nieopodal nadajnika radiowo-telewizyjnego i związanego z nim pola elektromagnetycznego, wycofał się z projektu utworzenia tu domu spokojnej starości dla emerytów z zagranicy.
Niepowodzeniem zakończyła się też, zapoczątkowana w latach 80. XX wieku, budowa domu obok pałacu.
W 2006 roku pałac strawił pożar, przez co zawaliła się znaczna część drewnianego stropu, uszkodzeniu uległ dach, który w wyniku działań warunków atmosferycznych niezabezpieczany i nieremontowany częściowo runął, a lewe skrzydło uległo całkowitemu zawaleniu.
W pobliżu pałacu znajdują się 3 studnie i nadajnik radiowo-telewizyjny